# 이바울
이바울은 대한민국의 배우이다.

## 출연작

### 영화
- 《양》(2019년) - 주연 '소년 강현' 역
- 《어라우저: 각성자들》 (2017년) - 주연 '이규현' 역
- 《소시민》 (2017년) - 특별출연 '신문배달부' 역
- 《우기》 (2015년)
- 《들꽃》 (2015년) - 주연 '바울' 역
- 《미션스쿨》 (2015년) - 주연 '바울' 역
- 《못》(2014년) - 주연 '김두용' 역
- 《이것이 우리의 끝이다》 (2014년) - 주연 '영어공부 알바남 기선' 역, 단역 '강도2' 역
- 《평범한 식사》 (2013년)
- 《'CHE'CK》 (2013년) - 주연 '체민석' 역
- 《형제들》 (2013년) - 주연 '경찬' 역
- 《서울 137》 (2013년) - 주연 '충렬' 역
- 《봄》 (2012년) - 주연 '수민' 역
- 《줄탁동시》 (2012년) - 주연 '탈북소년 준' 역